# Braddock (Pennsylvania)
Braddock  è un comune (borough) degli Stati Uniti d'America, nella contea di Allegheny nello Stato della Pennsylvania. Secondo il censimento del 2010 la popolazione è di 2 159 abitanti.

## Società

### Evoluzione demografica
Dal 1940 al 2010 la popolazione residente è diminuita del 86 %. 
La composizione etnica vede una prevalenza afroamericana (72,7%) seguita da quella bianca (22,9%) (dati del 2010).
| Borough di Braddock Popolazione |        |
| 1890                            | 8 561  |
| 1900                            | 15 654 |
| 1940                            | 20 879 |
| 2000                            | 2 912  |
| 2010                            | 2 159  |

## Cultura di massa
La città è stata usata come set del film apocalittico The Road, e del film Il fuoco della vendetta - Out of the Furnace.
Braddock inoltre è stata descritta nel libro di Mario Calabresi "La fortuna non esiste".